# أنطون إيبسن
أنطون إيبسن (بالدنماركية: Anton Ørskov Ipsen)‏ (مواليد 4 سبتمبر 1994) هو سبّاح دنماركي، مثّل بلاده في الألعاب الأولمبية الصيفية 2016.

## روابط خارجية
أنطون إيبسن على موقع الاتحاد الدولي للسباحة (الإنجليزية)
- أنطون إيبسن على موقع SwimRankings.net (الإنجليزية)
- أنطون إيبسن على موقع اللجنة الأولمبية الدولية (الإنجليزية)
- أنطون إيبسن على موقع أوليمبيديا (الإنجليزية)